# ادوارد استویانوف
ادوارد استویانوف (انگلیسی: Eduard Stoyanov؛ زادهٔ ۲۹ ژوئن ۱۹۷۲) بازیکن فوتبال اهل اوکراین است.